# 12127 Mamiya
12127 Mamiya este un asteroid din centura principală de asteroizi.

## Descriere
12127 Mamiya este un asteroid din centura principală de asteroizi. A fost descoperit pe 9 septembrie 1999 la Sapporo de Kazuro Watanabe. El prezintă o orbită caracterizată de o semiaxă mare de 2,45 ua, o excentricitate de 0,19 și o înclinație de 3,6° în raport cu ecliptica.